# برايس دافيسون
برايس دافيسون هو متزلج فني كندي، ولد في 29 يناير 1986 في والنوت كريك في الولايات المتحدة.

## وصلات خارجية
- الموقع الرسمي
- برايس دافيسون على موقع الاتحاد الدولي للتزلج (الإنجليزية)
- برايس دافيسون على موقع الاتحاد الدولي للتزلج (الإنجليزية)
- برايس دافيسون على موقع أوليمبيديا (الإنجليزية)